# Pawieł Fiedotow
Niektóre z zamieszczonych tu informacji od 2020-11 wymagają weryfikacji.
Dokładniejsze informacje o tym, co należy poprawić, być może znajdują się w dyskusji tego artykułu.
 Po wyeliminowaniu niedoskonałości należy usunąć szablon [[Szablon:Dopracować|]] z tego artykułu.
Pawieł Andriejewicz Fiedotow (Павел Андреевич Федотов) (ur. 22 czerwca 1815 w Moskwie; zm. 14 listopada 1852 w Sankt-Petersburgu) – rosyjski malarz uznawany za prekursora realizmu krytycznego. Syn oficera wojsk Imperium Rosyjskiego.

## Życiorys
Po ukończeniu Moskiewskiej Szkoły Kadetów Fiedotow rozpoczął służbę w Fińskim gwardyjskim pułku piechoty w Sankt-Petersburgu. Zainteresowanie sztuką było wówczas dość częste wśród wielu młodych oficerów armii carskiej. Fiedotow, który amatorsko grał na flecie oraz tworzył liczne szkice i rysunki, zdecydował się rozwijać swe zainteresowania i zaczął uczęszczać do wieczorowej klasy Akademii Sztuk Pięknych.
Umiejętności zyskane podczas tych studiów sprawiły, że dzięki portretom przedstawiającym oficerów uznano go za naczelnego malarza pułku. W tym okresie Fiedotow malował przy użyciu akwareli, a przeważającym tematem jego obrazów było piękno otaczającego świata. Narysował także nieliczne karykatury.
W 1844 przeszedł w stan spoczynku i postanowił całkowicie poświęcić się malarstwu. Dwa lata później porzucił technikę akwareli i ołówkowego rysunku na rzecz malarstwa olejnego. W latach 1846–1850 powstał cykl portretów przedstawiających członków rodziny Żdanowiczów. Do najbardziej znanych obrazów rodzajowych z tego okresu należą Swaty majora (1851) oraz Wdówka (1851).
Fiedotow zmarł w 1852 jako nędzarz przebywając w petersburskim szpitalu psychiatrycznym.

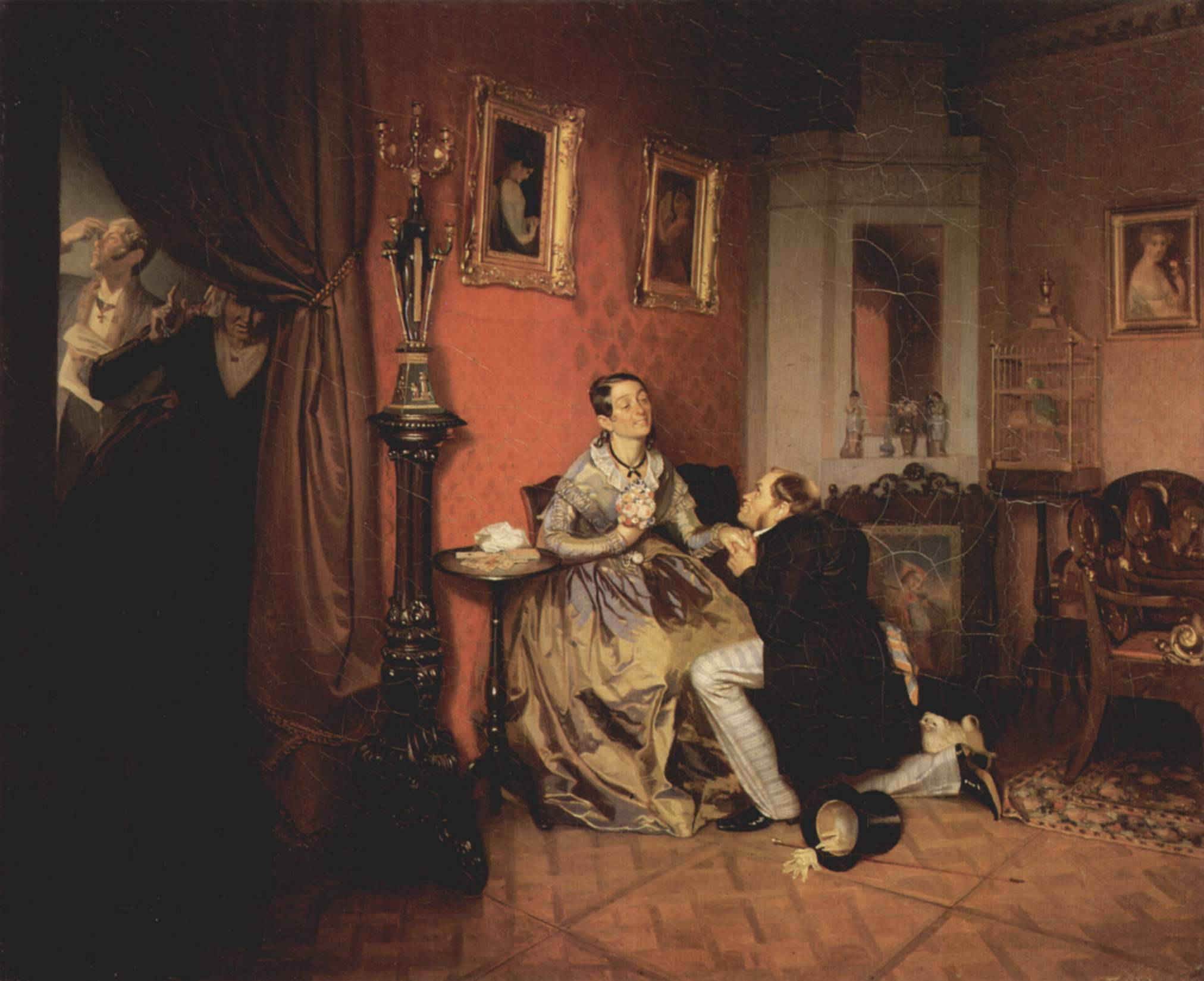
Wybredna narzeczona, 1842
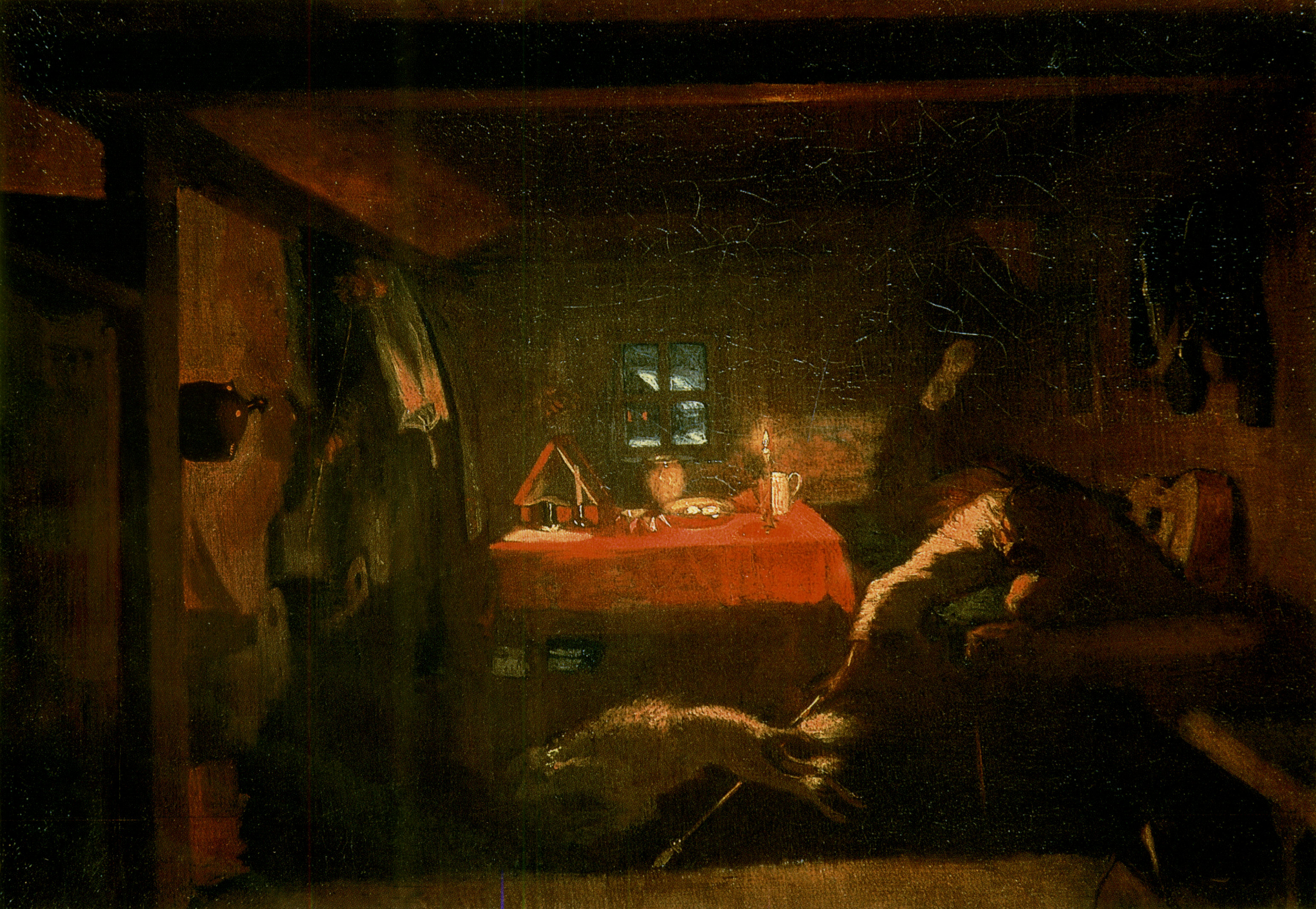
Encore, jeszcze, encore!, 1851
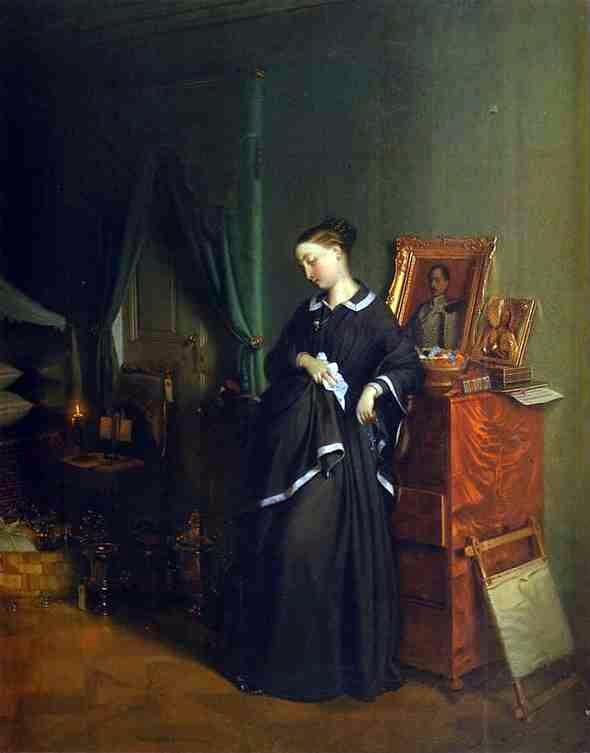
Wdówka, 1851
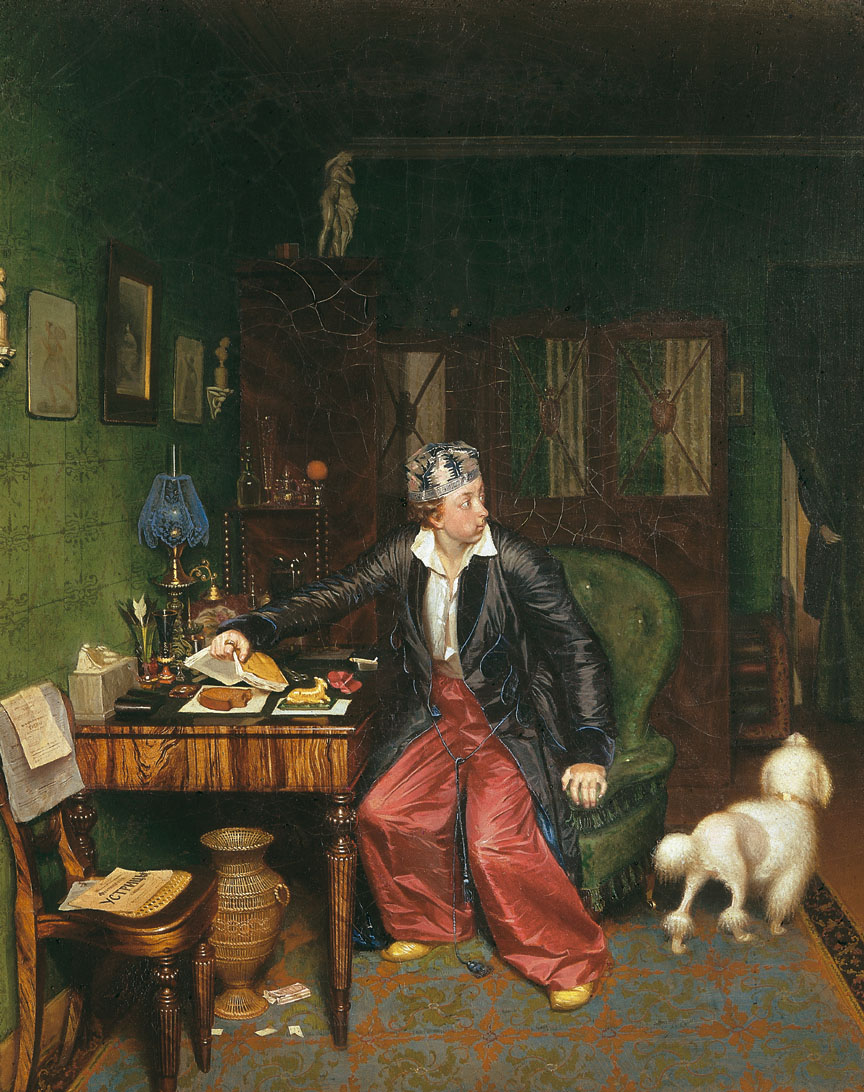
Śniadanie arystokraty
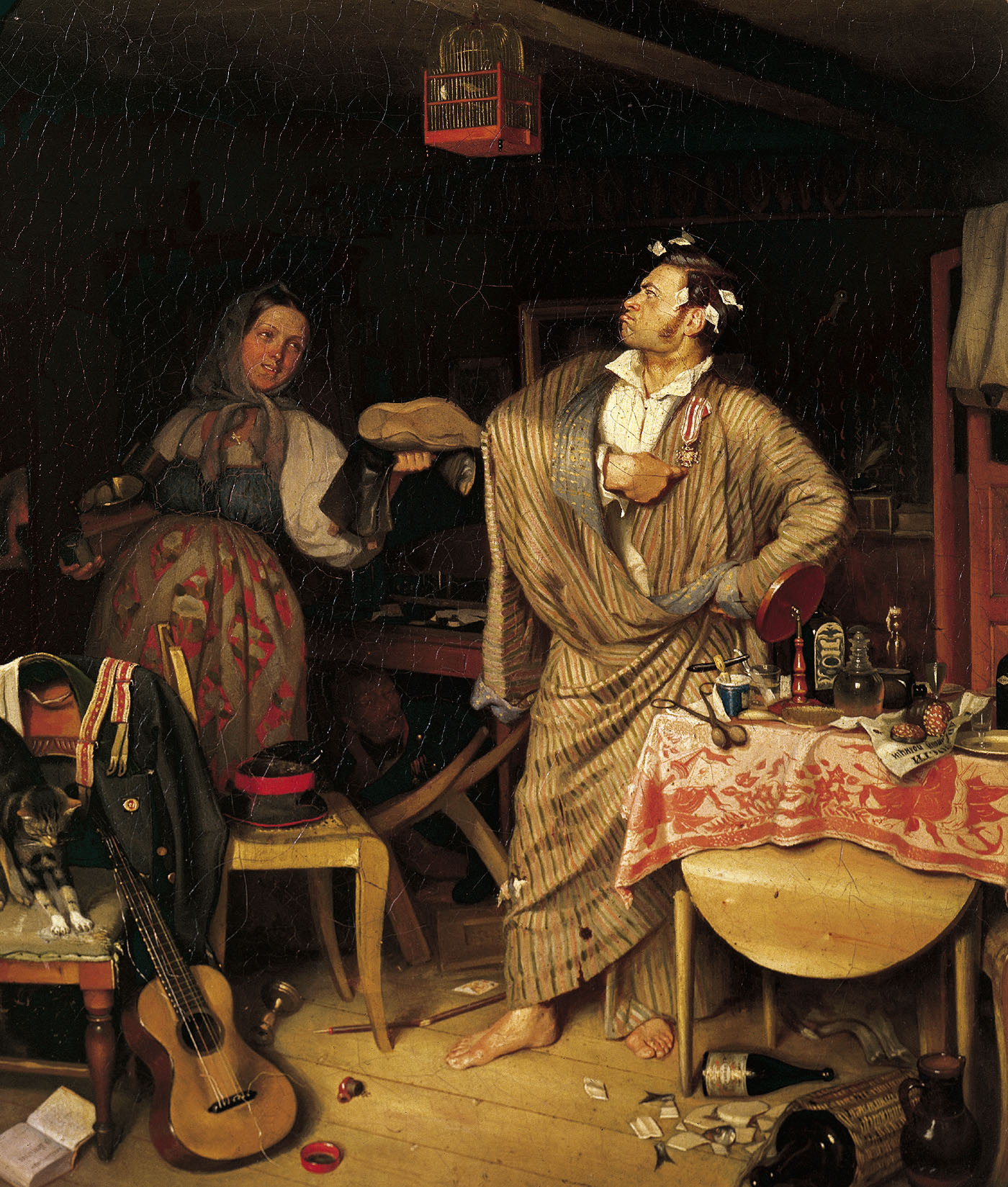
Świeżo odznaczony (Ranek urzędnika po odznaczeniu pierwszym medalem)
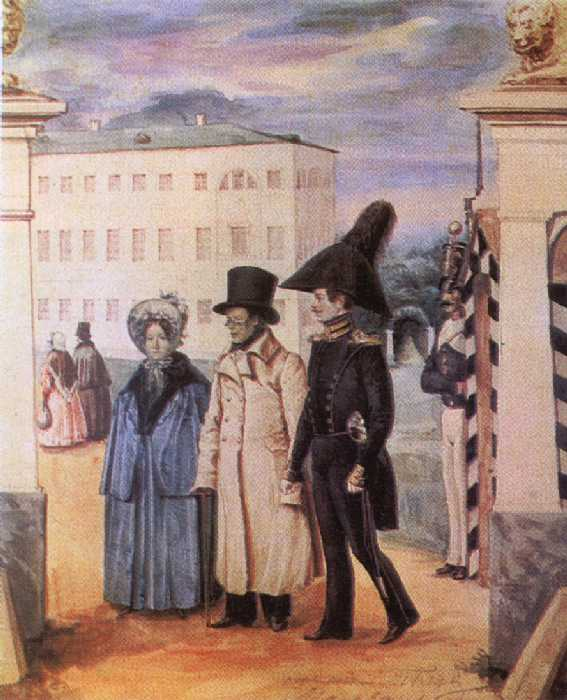
P.A. Fiedotow z ojcem i siostrą przyrodnią, 1837
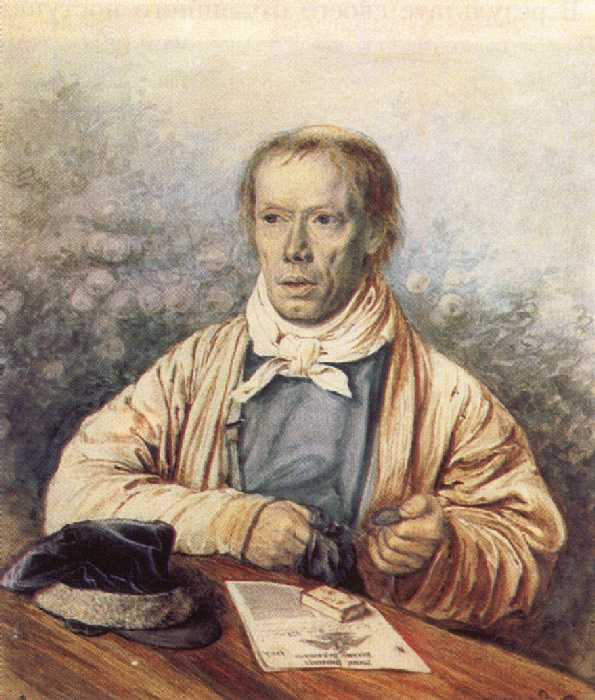
Portret A.I. Fiedotowa, ojca artysty, 1837
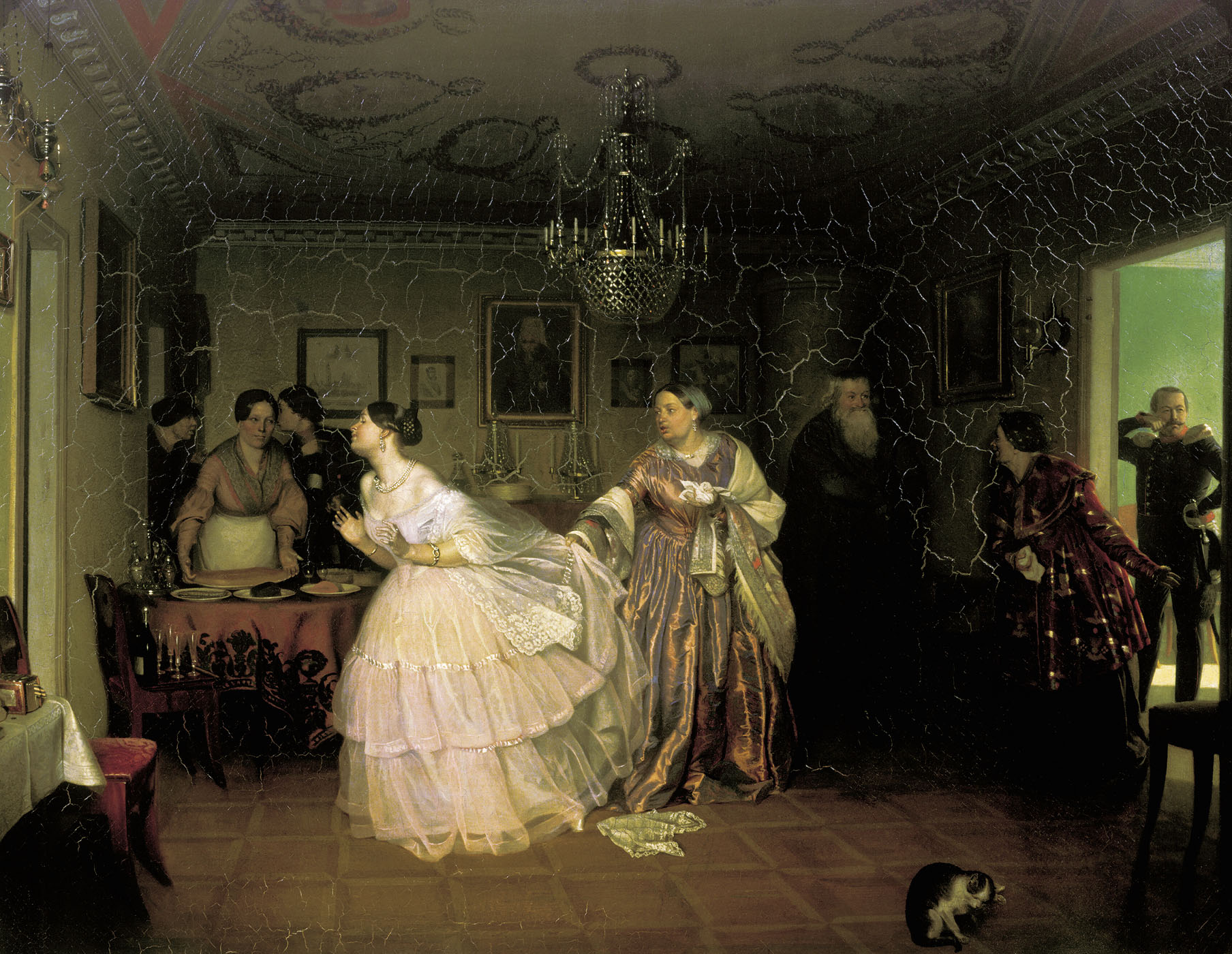
Swaty majora, 1851
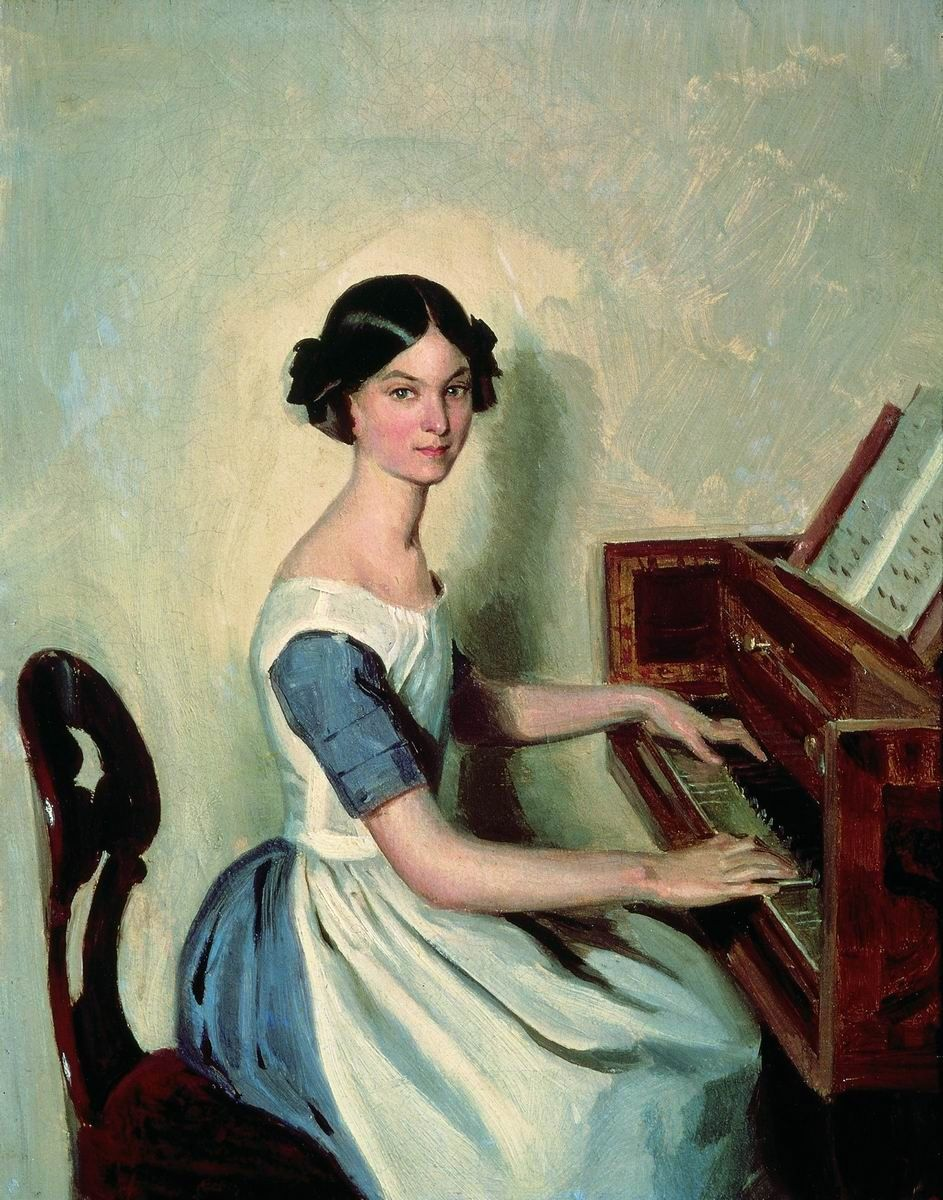
Portret N.P. Żdanowicz przy klawikordzie